# Tetramorium microgyna
Tetramorium microgyna (лат.) — вид рода Tetramorium подсемейства Myrmicinae семейства муравьёв.

## Описание
Мелкие социально-паразитические муравьи (длина самок около 3 мм), известные только по маткам. Стебелёк между грудкой и брюшком состоит из двух члеников: петиолюса и постпетиолюса (последний четко отделен от брюшка), жало развито, куколки голые (без кокона). Tetramorium microgyna обнаружены только в муравейниках Tetramorium sericeiventre и Tetramorium sepositum.
Описан в 1918 году по самкам, включён в состав видовой группы Tetramorium sericeiventre species group рода Tetramorium из трибы Crematogastrini (Tetramoriini).

## Распространение
Афротропика. Вид известен только в южной Африке.

## Красная книга
Эти муравьи включены в «Красный список угрожаемых видов» (англ. IUCN Red List of Threatened Animals) международной Красной книги Всемирного союза охраны природы (The World Conservation Union, IUCN) в статусе Vulnerable D2 (таксоны в уязвимости или под угрозой исчезновения).